# Geldeston
Geldeston ist eine Gemeinde (Civil Parish) in der englischen Grafschaft Norfolk. Sie liegt im Naturschutzgebiet der Norfolk Broads am Fluss Waveney.

## Geschichte
Der Name Geldeston stammt aus dem Altenglischen und bedeutet „Gyldis Gehöft“. Während die benachbarten Gemeinden Ellingham und Gillingham bereits im Domesday Book von 1086 erwähnt werden, taucht Geldeston erst im Jahr 1242 in schriftlichen Aufzeichnungen auf.
Die mittelalterliche Periode nach der normannischen Eroberung hat der Gemeinde ihr ältestes erhaltenes Gebäude hinterlassen, die Kirche St Michael.
Das älteste erhaltene Gebäude aus der frühen nachmittelalterlichen Periode ist die Scheune der Green Farm, eine große strohgedeckte Fachwerkscheune aus dem 17. Jahrhundert. Ebenfalls aus dem 17. Jahrhundert stammt das Haupthaus der Manor Farm.
Das größte Haus aus dem 18. Jahrhundert ist Geldeston Hall, ein Gebäude aus grauem und rotem Backstein, das im Jahr 1777 erbaut wurde. Old House stammt ebenfalls aus dem 18. Jahrhundert.
Der das Dorf mit dem Waveney verbindende Kanal Geldeston Dyke wurde im 18. Jahrhundert angelegt.
Dorothy Crowfoot Hodgkin, die im Jahr 1964 den Nobelpreis für Chemie erhielt, verbrachte den größeren Teil ihrer Kindheit in Geldeston.

## Lage und Beschreibung
Die Gemeinde Geldeston liegt direkt an der Grenze zwischen Norfolk und Suffolk, rund 15 Kilometer südwestlich von Great Yarmouth. Ihre südliche Grenze wird durch den Fluss Waveney gebildet.
Die angrenzenden Dörfer sind Gillingham im Osten, Kirby Cane and Ellingham im Westen und Stockton im Norden.
Geldeston hat rund 400 Einwohner, die in gut 150 Haushalten leben. Die Gemeinde hat eine Fläche von dreieinhalb Quadratkilometern.
Der Ortskern steht unter Ensembleschutz. Viele der Häuser des Dorfes liegen entlang der Straße The Street, die die Zufahrtsstraße zum und vom Dorfzentrum in Richtung Gillingham darstellt. Die Gemeinde umfasst zudem als eigenständige Siedlungen Dunburgh, Dockeney und West End.
Das Dorf verfügt neben der Kirche über ein Gemeindehaus, eine Bootswerft, einen Hofladen und zwei Gaststätten, das Wherry Inn im Zentrum des Dorfes und das Locks Inn am Fluss.
Der Gemeinderat von Geldeston wird von den Einwohnern gewählt und tritt alle zwei Monate zusammen. Geldeston wird von dem South Norfolk District Council und der Broads Authority verwaltet.

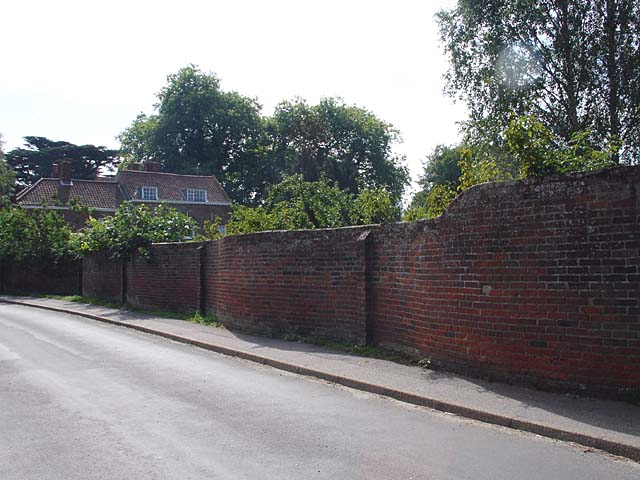
Crinkle-Crankle Mauer

In Geldeston gibt es eine Grundstückseinfriedung durch eine besondere, „Crinkle-Crankle“ genannte Mauer in der Nähe des Dorfangers. Diese auffällige Bauweise ist häufig in Suffolk zu finden.

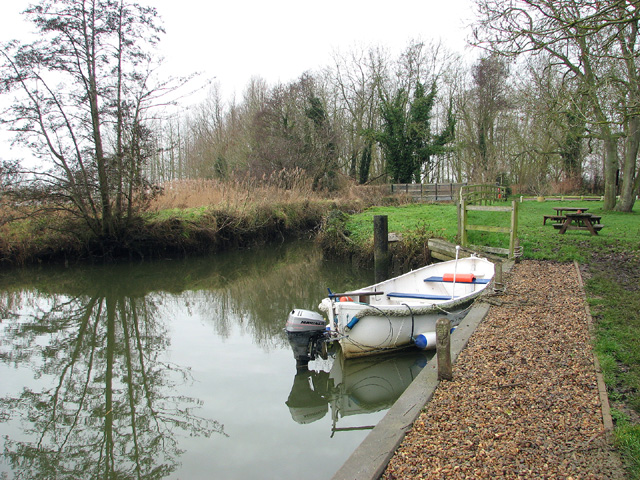
Bootsanlegestelle bei der Schleuse

Die Schleuse von Geldeston, deren Bau auf einen Parlamentsbeschluss aus dem Jahr 1670 zurückgeht, bildet die Grenze der Schiffbarkeit des Waveney am Oberlauf. Sie liegt einen Kilometer südlich des Dorfzentrums. Bei der Schleuse, die in den 2010er und 2020er Jahren restauriert wurde, gibt es sehr begrenzt Liegeplätze für die Sportschifffahrt. Nahe dem Dorf, bei der über Geldeston Dyke erreichbaren Bootswerft, finden sich Liegeplätze für rund 60 kleine Boote.

### Kirche St Michael

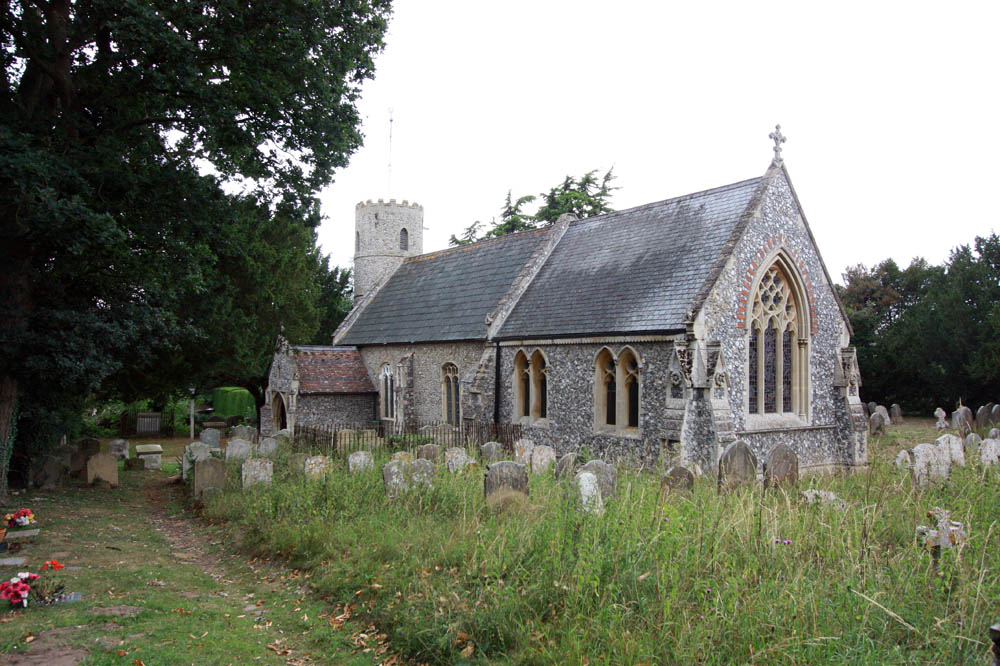
Kirche St Michael

Die Kirche St Michael (vollständig: Church of St Michael and All Angels) ist eine der 124 Rundturmkirchen in Norfolk und stammt aus dem 12. Jahrhundert.
St Michael liegt an der Seite eines Hügels, der im Osten hinter der Kirche ansteigt. Hier befindet sich ein Kriegerdenkmal, das die Wappen verschiedener Regimenter zeigt. Auf dem Kirchhof sind zahlreiche Grabsteine mit Inschriften aus dem 18. und 19. Jahrhundert erhalten.
In den 1860er Jahren wurde der Chor der Kirche umgebaut, ein großes nördliches Querschiff hinzugefügt und der Turm restauriert. Die normannische Kirche verfügt auf der Südseite über eine spätmittelalterliche Vorhalle, die durch die Embleme der Heiligen Dreifaltigkeit und die Passionsinstrumente in Form von Schnitzereien verziert ist.

### Village Hall

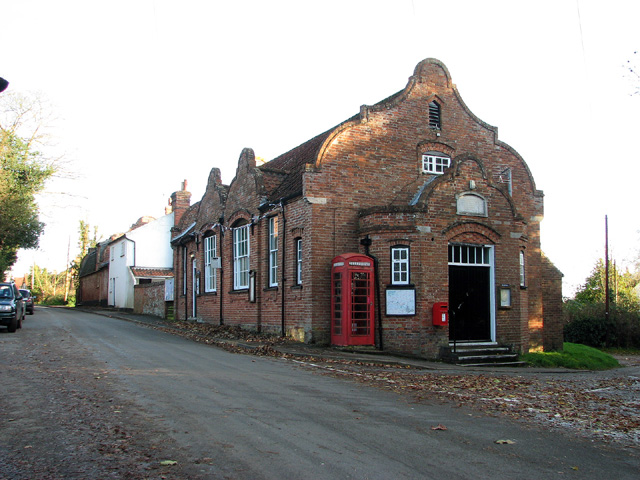
Geldeston Village Hall

Das Gemeindehaus wurde am 7. Juni 1924 eröffnet und ist hauptsächlich mit Materialien gebaut worden, die durch den Abriss zweier alter Mälzereien an der Bootsanlegestelle des Dorfs gewonnen wurden.
Seit dem Jahr 1943 ist es der Veranstaltungsort für eine jährliche Obst- und Gemüseschau. Der Gemeinderat tagt im Gemeindehaus und es fungiert als Wahllokal für lokale und nationale Wahlen.
Das Gebäude wurde im Jahr 2019 dank privater Spenden und Sponsoren gründlich renoviert und modernisiert. Der Betrieb des Hauses liegt in den Händen einer gemeinnützigen Vereinigung.